# Koniarovce
Koniarovce jsou obec na Slovensku v okrese Topoľčany v Nitranském kraji. Žije zde 661 obyvatel.

## Geografie

### Poloha
Obec leží ve střední části Nitranské pahorkatiny, na široké nivě a terase řeky Nitry. Odlesněný povrch se nachází v nadmořské výšce v rozmezí 149–258 m, střed obce leží ve výšce 152 m n. m. Území tvořené mladšími terciéními jíly je pokryto spraší na svazích kopců a údolními sedimenty v nivě. Půdní typy zastupuje hnědozem a údolní půdy.

### Využití půdy
Celková rozloha území obce je 3,61435 km², z toho v roce 2020 připadalo 83 % na zemědělskou půdu. Využití půdy (2020): 77 % orná půda, 5 % zahrady, 1 % travnaté plochy. V roce 2023 připadalo 299,95 ha na zemědělskou půdu, z toho 276,65 ha byla orná půda, 19,22 ha zahrady a 4,08 ha travnaté plochy. Zastavěna plocha a nádvoří zabíraly 28,79 ha.

### Sousední obce
Obec sousedí:
|           | Hrušovany       |                  |
| Hruboňovo |                 | Dolné Lefantovce |
|           | Výčapy-Opatovce |                  |

## Doprava
V roce 1881 byla přes obec postavena jednokolejní železniční trať z Topoľčan do Nových Zámků se zastávkou. Obcí vede silnice I/64 z Komárna do Žiliny.

## Historie
Obec vznikla v roce 1903 sloučením obcí Lovasovce (první písemná zmínka z roku 1264) a Somorová (1356). První písemné zmínky jsou zaznamenány pod názvy Lovaszisomorphal, 1920 Somorová - Lovasovce, 1945 Koniarovce.

### Lovasovce
První písemná zmínka pochází z roku 1264. Ves je uváděna jako majetek premonstrátů ze Žitného ostrova, ale již v 11. století byla sídlem královských kavalírů (jezdectva). V roce 1295 patřila k ostřihomskému arcibiskupství, v 15.–16. století k panství Jelenec, v 17. století k panství Preseľany. V 18. století obec vlastnili Batthyányové, Halussové, Bartakovicsové, Berényiové a Lipovniczky. V roce 1715 jsou uváděny vinice a osm domácností. V roce 1787 žilo v 26 domech 186 obyvatel a v roce 1828 žilo 275 obyvatel v 37 domech. Před rokem 1914 byla obec elektrifikovaná. Hlavní obživou bylo zemědělství. 

### Somorová
Vesnice je zmiňována v roce 1356. Patřila Zomorům, od 16. století nitranskému biskupství, později zemanským rodům Tompa, Buzásy, Charada, Ordódy, část obce patřila Paulínům z Lefantovců. V roce 1715 měla jednu domácnost, v roce 1787 žilo v 10 domech 84 obyvatel a v roce 1828 žilo 104 obyvatel v 15 domech. Hlavní obživou bylo zemědělství.

## Pamětihodnosti
V obci je římskokatolický kostel Panny Marie Sedmibolestné a zemanská kúria s okrasnou zahradou z 18. století.

### Kúria
Původně barokní kúria, později přestavěna v neoklasicistním stylu. Byla postavena členy rodiny Batthyány de Gereshál ve druhé třetině 18. století. Po Batthyányových jí postupně vlastnily rodiny Halussů a Zsarnóczayů. V roce 1815 se majitelem stal Wenzel von Hohenstögh. V roce 1825 byla kúria částečně poškozena požárem.
V polovině 19. století nechal Adolf von Hohenstögh budovu přestavět v neoklasicistním stylu na půdorysu ve tvaru písmene L s portikem obráceným do nově vybudované okrasné zahrady, jejíž součástí byla i malá soukromá kaple. V roce 1884 prodali dědicové Adolfa von Hohenstögh kúrii Jakobu Leopoldu Siebertovi z pruského Hadamaru. Nový majitel provedl v letech 1884–1885 drobné stavební úpravy.
V letech 1903–1905 byla nově vybudována původní okrasná zahrada podle vzoru zahrady u vily Monrepos v Geisenheimu. Při těchto úpravách byla původní kaple přenesena na fojtství.
Od roku 1993 je chalupa se zahradou zapsána jako kulturní památka a od roku 2002 jako národní kulturní památka.
Rekonstrukce zámku s areálem a historickou zahradou byla dokončena v roce 2017. V roce 2018 mu Ministerstvo kultury Slovenské republiky udělilo cenu Fénix a titul Kulturní památka roku 2017.

### Kostel Panny Marie Sedmibolestné
Římskokatolický filiální kostel Panny Marie byl postavený v letech 2001–2004
a náleží pod farnost Presľany, děkanát Topoľčany, diecéze nitranské.

### Socha Piety
Na místním hřbitově se nachází kaple z 19. století, v níž je umístěna socha Piety – lidové kamenické dílo.

### Zvonice
Ve středu obce byla na počátku 19. století postavena dřevěná zvonice a osazena zvonem ulitým v roce 1807. Později byla postavena zděná zvonice, která byla rekonstruována v roce 1992 a je v ní původní zvon z roku 1807.